# 羅德板球場
羅德板球場（英語：Lord's Cricket Ground）是位於英國倫敦西敏市的一座板球場。球場的名稱來自於球場創辦者托馬斯·羅德。這座球場有板球的聖地之稱。第一座球場修建於1787年，現在的球場是第三座球場。2012年倫敦奧運會期間，射箭比賽在此舉行。

## 外部連結
- 官方網站 （页面存档备份，存于） （英文）